# Microlestes abeillei abeillei
Microlestes abeillei abeillei é uma subespécie de insetos coleópteros pertencente à família Carabidae.
A autoridade científica da subespécie é Brisout de Barneville, tendo sido descrita no ano de 1885.
Trata-se de uma subespécie presente no território português.